# Nomada stigma
Nomada stigma ist eine Biene aus der Familie der Apidae. Es wird vermutet, dass die Unterart Nomada stigma villipes eine eigene Art darstellt, da sie in zwei Generationen später im Jahr fliegt und ein anderes Beutespektrum hat.

## Merkmale
Die Bienen haben eine Körperlänge von 10 bis 12 Millimeter (Weibchen) bzw. 8 bis 11 Millimeter (Männchen). Der Kopf und Thorax der Weibchen ist schwarz und ist rot gezeichnet. Die Tergite sind rot. Das erste ist basal schwarz, gelegentlich sind auch andere Tergite teilweise schwarz. Das Labrum und hat basal ein Zähnchen. Das dritte Fühlerglied ist gleich lang wie das vierte. Das flache Schildchen (Scutellum) ist schwach gehöckert und hat zwei rote Flecken. Die Schienen (Tibien) der Hinterbeine sind am Ende stumpf und haben feine, kleine Dornen, die man wegen der Behaarung schlecht erkennen kann. Die Männchen ähneln den Weibchen, ihr Gesicht ist jedoch gelb gezeichnet. Die Mandibeln haben außen einen stumpfen Höcker. Die mittleren Fühlerglieder sind rückseitig mit spitzen Knötchen versehen. Das Schildchen der Männchen ist schwarz.

## Vorkommen und Lebensweise
Die Art ist in Europa verbreitet. Die Tiere fliegen in einer Generation von Anfang Mai bis Mitte Juli. Sie parasitieren Andrena decipiens, Andrena labialis und Andrena schencki.

## Belege
Felix Amiet, M. Herrmann, A. Müller, R. Neumeyer: Fauna Helvetica 20: Apidae 5. Centre Suisse de Cartographie de la Faune, 2007, ISBN 978-2-88414-032-4.